# Вольфганг Рольфф
Вольфганг Рольфф (нім. Wolfgang Rolff, нар. 26 грудня 1959, Ламштедт) — колишній німецький футболіст, що грав на позиції півзахисника. По завершенні ігрової кар'єри — футбольний тренер. Відомий, зокрема, виступами за «Гамбург», «Баєр», а також національну збірну Німеччини.

## Клубна кар'єра
Вольфганг Рольфф народився 26 грудня 1959 року в місті Ламштедт. Вихованець футбольної школи клубу «Бремергафен». У дорослому футболі дебютував 1979 року виступами за команду клубу «Бремеравен», в якій провів один сезон, взявши участь у 35 матчах чемпіонату. 
Протягом 1980—1982 років захищав кольори кельнської «Фортуни».
Своєю грою за останню команду привернув увагу представників тренерського штабу «Гамбурга», до складу якого приєднався 1982 року. Відіграв за гамбурзький клуб наступні чотири сезони своєї ігрової кар'єри. Більшість часу, проведеного у складі «Гамбурга», був основним гравцем команди.
Згодом з 1986 по 1995 рік грав у складі «Баєра», «Страсбура», «Юрдінгена», «Карлсруе» та «Кельна». Протягом цих років виборов титул володаря Кубка УЄФА.
Рольфф завершив професійну ігрову кар'єру у клубі «Фортуна» (Кельн), у складі якого вже виступав раніше. Прийшов до команди 1995 року, захищав її кольори до припинення виступів на професійному рівні у 1996.

## Виступи за збірну
1983 року Вольфганг дебютував в офіційних матчах у складі національної збірної Німеччини. Протягом кар'єри у національній команді, яка тривала 7 років, провів у формі головної команди країни 37 матчів.
У складі збірної він був учасником чемпіонату Європи 1984 року у Франції, чемпіонату світу 1986 року у Мексиці, де разом з командою здобув «срібло», чемпіонату Європи 1988 року у ФРН.

## Кар'єра тренера
Розпочав тренерську кар'єру невдовзі по завершенні кар'єри гравця, 1997 року, увійшовши до тренерського штабу клубу «Гамбург».
Надалі очолював команду клубу «Меппен», а також входив до тренерських штабів «Штутгарта», «Баєра», збірної Кувейту, «Вердера» та франкфуртського «Айнтрахта».
Сезон 2015-16 Вольфганг Рольфф провів на посаді головного тренера кувейтського клубу «Аль-Сальмія».

## Титули і досягнення
«Гамбург»:
- Чемпіонат ФРН
  - Чемпіон (1): 1982–83
  - Срібний призер (1): 1983–84
- Кубок європейських чемпіонів
  - Володар (1): 1982–83

 «Баєр»:
- Кубок УЄФА
  - Володар (1): 1987–88

 Збірна ФРН:
- Чемпіонат Світу
  - Фіналіст (1): 1986